# Arona (Itália)
Arona é uma comuna italiana da região do Piemonte, província de Novara, com cerca de 14.310 habitantes. Estende-se por uma área de 14 km², tendo uma densidade populacional de 1022 hab/km². Faz fronteira com Angera (VA), Comignago, Dormelletto, Invorio, Meina, Oleggio Castello, Paruzzaro.

## Demografia
| Variação demográfica do município entre 1861 e 2011                               |
|                                                                                   |
| Fonte: Istituto Nazionale di Statistica (ISTAT) - Elaboração gráfica da Wikipedia |